# Borovo (Croatie)
Pour les articles homonymes, voir Borovo.
Borovo (en serbe cyrillique, Борово, en hongrois : Boró, en allemand : Worow), aussi connu sous le nom de Borovo Selo (en serbe cyrillique Борово Село ; pour la distinguer de la banlieue de Borovo Naselje (en) qui, jusqu'en 1980, faisait également partie de la municipalité cadastrale (en) de Borovo) est un village (en) et une municipalité située dans le comitat de Vukovar-Syrmie, dans l'est de la Croatie. Le village est situé sur le Danube, à la frontière avec la Serbie et la municipalité de Bač sur l'autre rive. L'histoire de Borovo est étroitement liée au fleuve qui, en tant que voie navigable internationale reconnue (en), a contribué au développement de Borovo en tant qu'important centre industriel régional.
Le village tire son nom du mot serbo-croate : bor qui signifie « pins », le nom « Borovo » signifiant « des pins ». Tout en étant une municipalité à part entière, Borovo est étroitement liée à la ville voisine de Vukovar, à laquelle elle est physiquement reliée et qui a absorbé la banlieue de Borovo Naselje. Borovo est, par sa population, la localité avec la plus grande part de Serbes de Croatie - ces derniers constituant la majorité des résidents - et la deuxième localité de Vukovar-Syrmie avec la communauté serbe la plus importante en nombre absolu, après Vukovar (en).

## Géographie
La municipalité se situe sur le Danube, le deuxième plus long fleuve européen. Elle a une superficie totale de 28,17 km². Son territoire est presque entièrement plat car il se situe dans la plaine de Pannonie, et il se compose de terres noires fertiles qui conviennent à l'agriculture. Borovo est étroitement liée à la ville voisine de Vukovar, à laquelle elle est physiquement reliée. Elle est reliée au reste du pays par la route D519 (en). Le long de la rive du Danube, la municipalité borde la république de Serbie voisine.
Au nord, elle est bordée par le village de Dalj, dans la municipalité d'Erdut, dans le comitat d'Osijek-Baranja, à l'ouest par la municipalité de Trpinja, au sud par la ville de Vukovar et son district de Borovo Naselje (en) et à l'est par le fleuve Danube. Environ 30 % de l'ensemble du territoire de la municipalité est constitué de zones résidentielles.
D'après le recensement de 2011, la population de la ville est plus importante que celle de certaines villes de Croatie, comme Krapina, Pazin, Glina ou Senj.

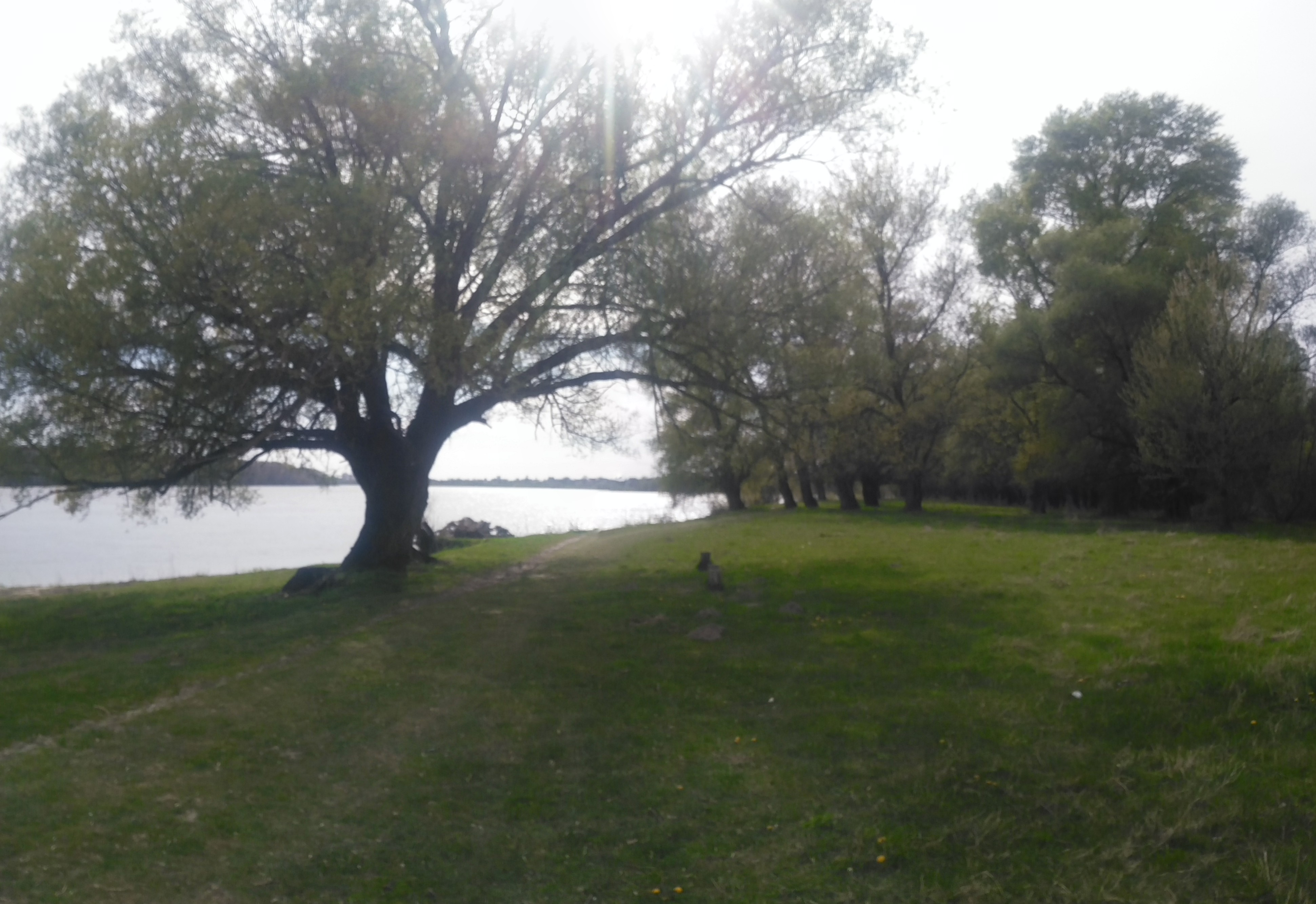
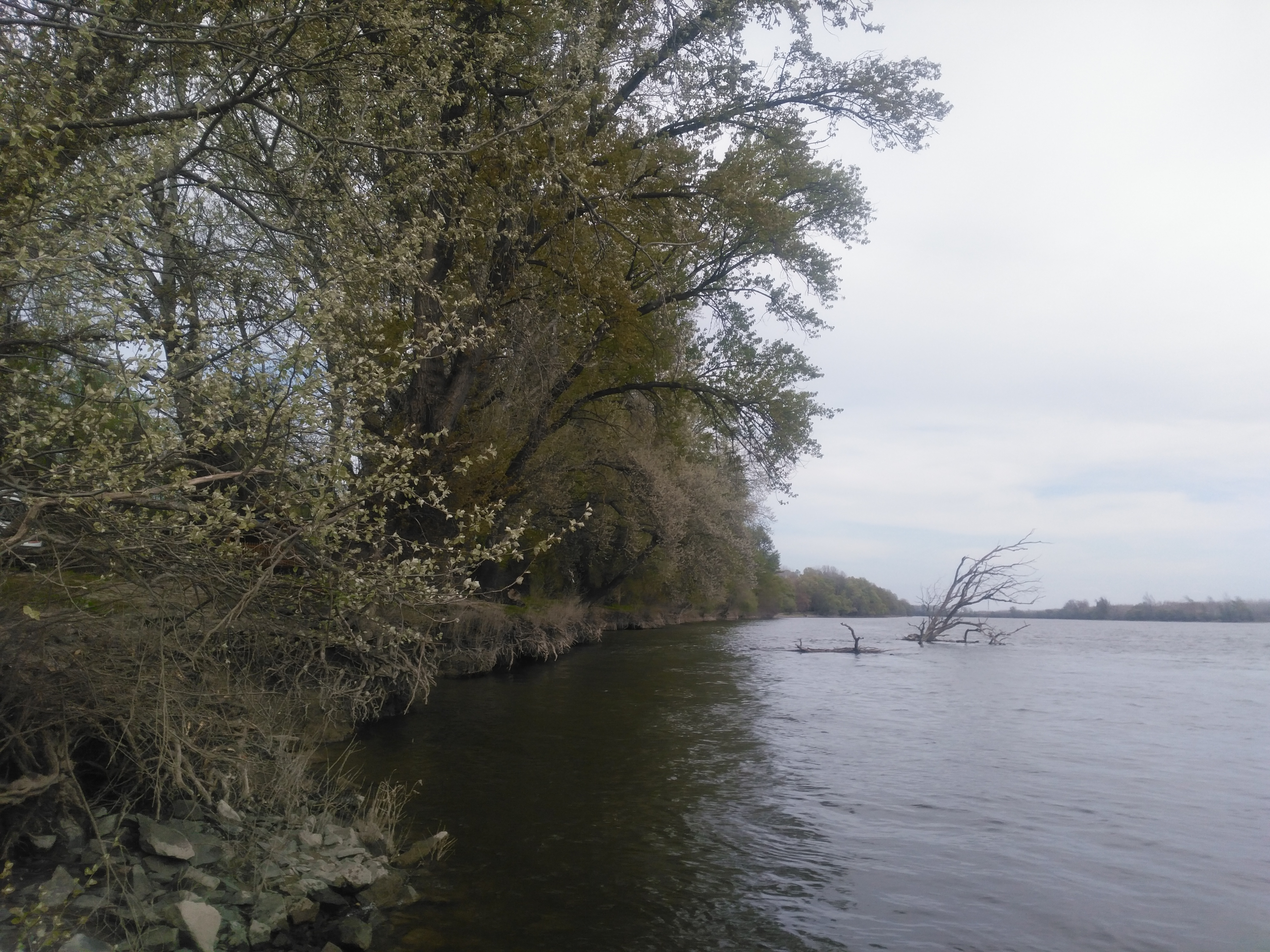
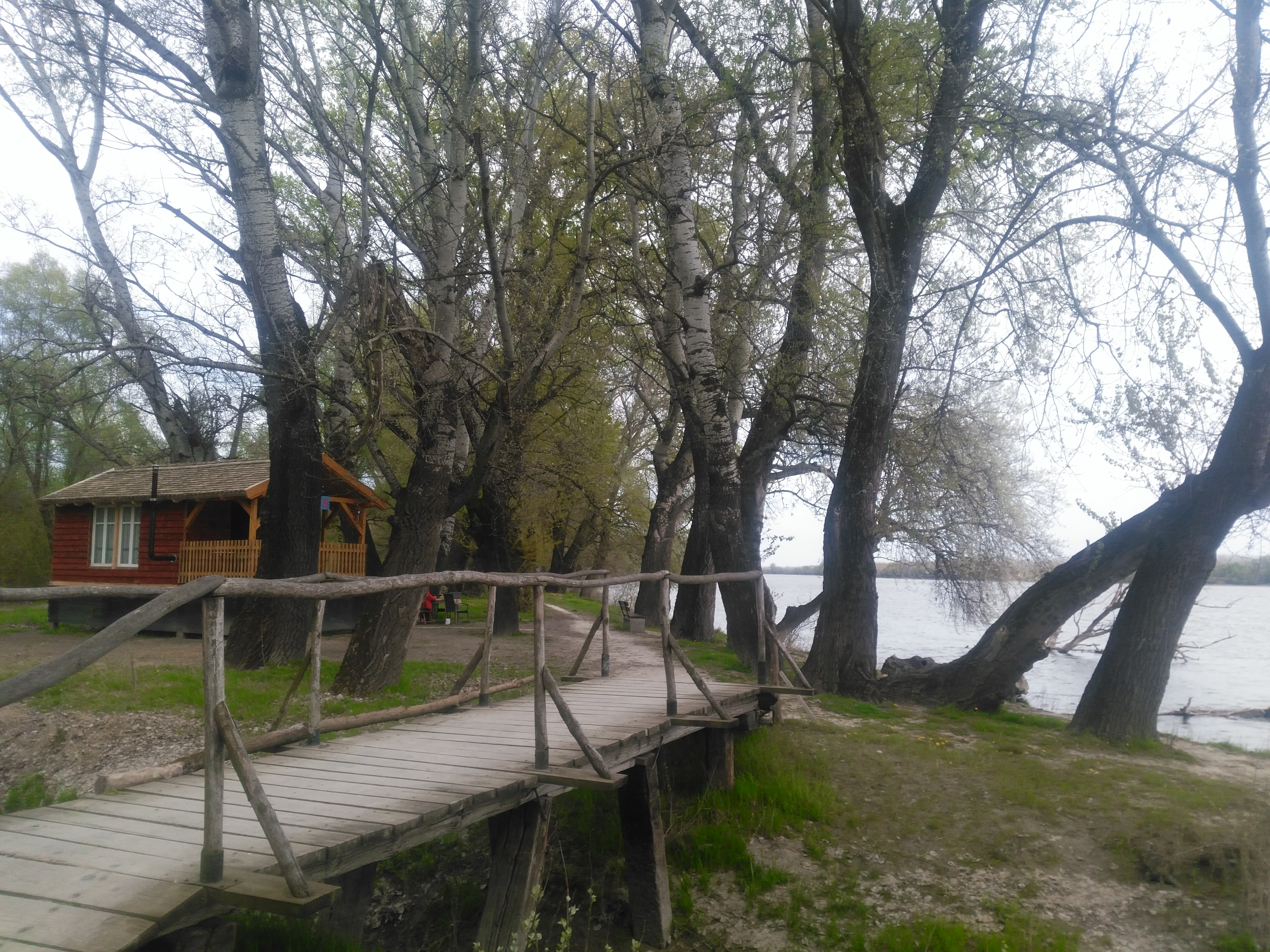

## Histoire

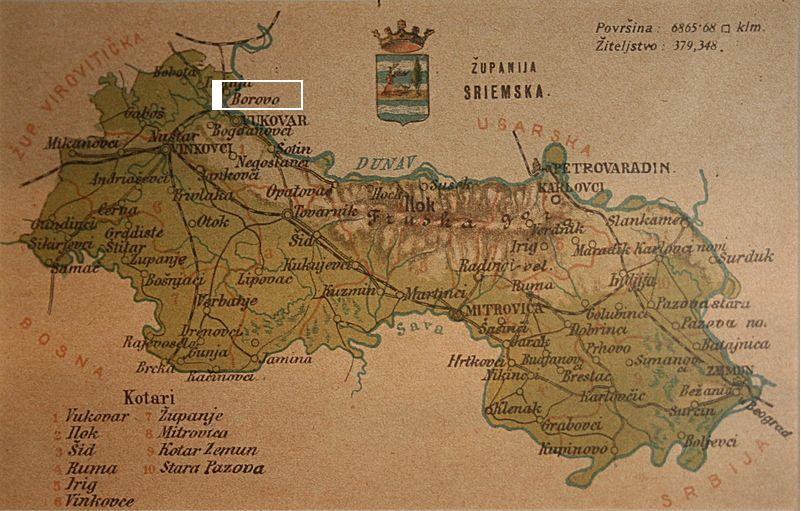
Borovo sur la carte du comitat de Syrmie de 1900

La municipalité de Borovo est habitée depuis l'âge de pierre. Au début de l'âge du fer, cette région est colonisée par les Celtes. À l'époque romaine, la région fait partie du Limes danubien. Plusieurs villages existaient dans cette région, qui représentait alors le seul point de passage sur le Danube de tout l'empire. Le village de Borovo lui-même est mentionné pour la première fois en 1231, alors qu'il appartient à la ville de Vukovar, au sein du royaume de Hongrie. À cette époque, le village se trouvait plus au nord de son emplacement actuel,. Vers 1540, Borovo est peuplé de Serbes originaires de la haute Drina et de Polimlje. Cette migration entraîne des changements linguistiques dans la région, puisque la prononciation locale ikavienne de la voyelle Yat dans le dialecte Shtokavien est remplacée par la prononciation ekavienne. L'Église Saint-Étienne l'Archidiacre est construite entre 1761 et 1764. À cette époque, Borovo obtient le statut de municipalité pour la première fois de son histoire. La municipalité est administrée par des knez locaux. En 1736, le village compte 49 maisons. Jusqu'en 1811, ce nombre passe à 231. À cette époque, Borovo compte 1 754 habitants. En 1880, Borovo obtient le statut de municipalité pour la deuxième fois, et celle-ci crée des armoiries en 1884, qui sont toujours utilisées par la municipalité actuelle.

### Royaume de Yougoslavie

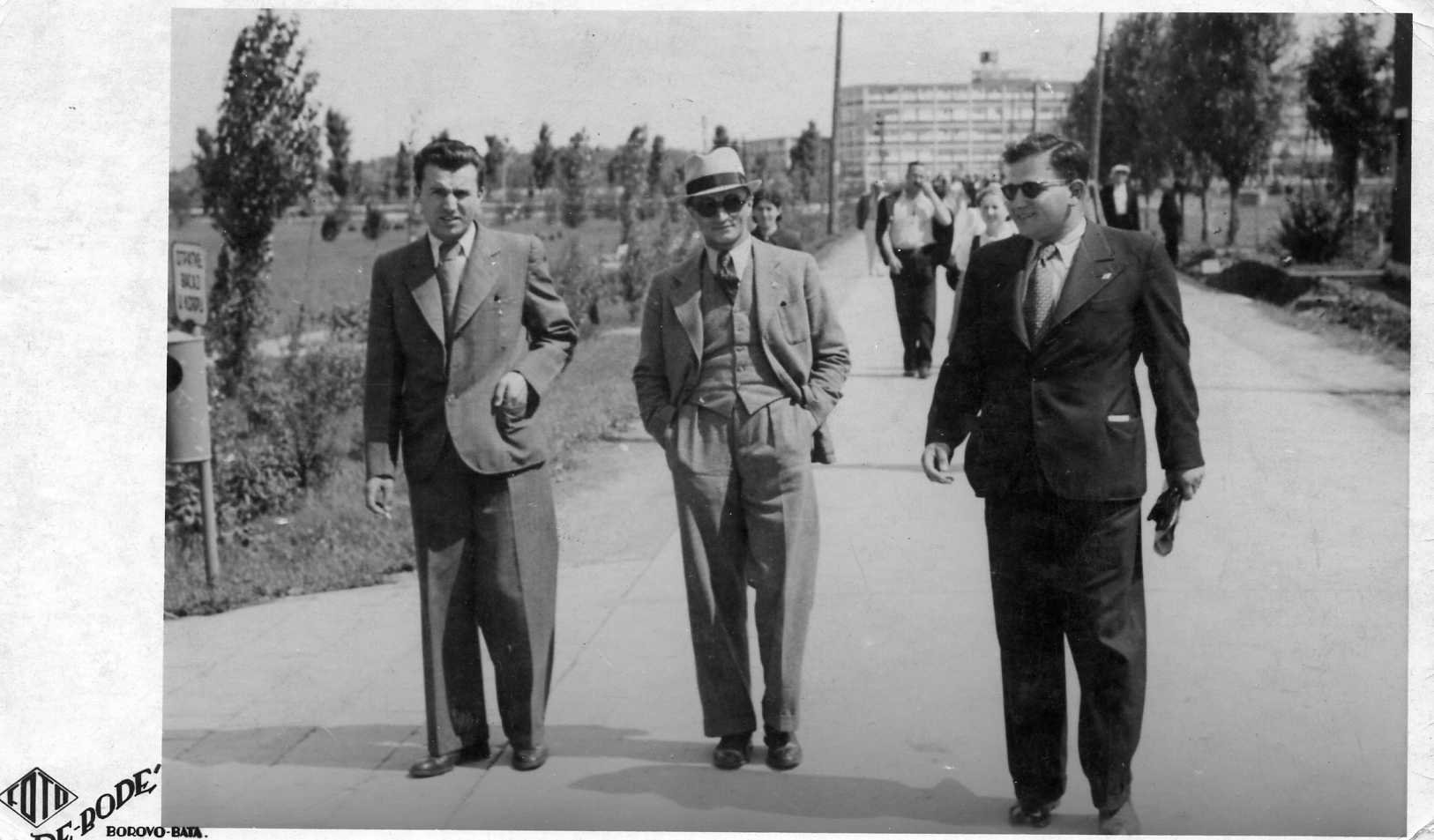
Usine Baťa en septembre 1938

Borovo devient un important centre industriel régional durant l'existence de la Yougoslavie. Dans l'entre-deux-guerres, l'usine Bata Shoes de l'entrepreneur tchèque Jan Baťa ouvre l'une de ses principales usines à Borovo, apportant ainsi de la croissance économique après la crise qui suit la fin de la Première Guerre mondiale. C'est à cette époque, grâce au développement économique, que l'actuel Borovo Naselje (en) est construit. Le village lui-même passe de 2 213 habitants en 1932 à 4 530 en 1936. En 1935, Borovo est même dotée d'un aérodrome et la compagnie aérienne yougoslave Aeroput (en) relie la ville à Belgrade et Zagreb par des vols réguliers. À cette époque, Borovo redevient une municipalité pour la troisième fois de son histoire.

### République socialiste fédérative de Yougoslavie
En 1945, l'usine de chaussures de Borovo est nationalisée. Bien que propriété de l'État, l'usine est entièrement gérée par ses employés dans le cadre du système yougoslave d'autogestion des travailleurs. L'entreprise produit de tout, du cirage aux boîtes à chaussures, et vend ses produits dans toute la Yougoslavie par l'intermédiaire de 620 magasins. L'entreprise produisait environ 23 millions de paires de chaussures par an au cours de cette période.

### Guerre d'indépendance croate
Le 31 mars 1991, le Conseil national serbe de Slavonie, Baranja et Syrmie occidentale (organisme créé le 7 janvier 1991) organise une réunion à Borovo où il déclare l'unification de la Slavonie orientale, Baranya et Syrmie occidentale avec la Voïvodine, appelant à une réunion extraordinaire de l'Assemblée de Voïvodine et de l'Assemblée nationale de Serbie pour confirmer la décision. Les deux assemblées reçoivent la demande mais ne prendront jamais de décision formelle à ce sujet. La libération de Goran Hadžić de la prison de Zagreb désamorce temporairement la situation, la plupart des barricades routières ayant été levées jusqu'à la fin de la première semaine d'avril. L'escalade se poursuit toutefois lorsque, le 8 avril 1991, une histoire à propos de hauts fonctionnaires ayant tiré en direction du village de Borovo est publiée. Le lendemain, Josip Reihl-Kir (en) tente de désamorcer la situation en déclarant que les tirs de projectiles sur Borovo étaient une réponse à l'attaque contre la police croate, sans mentionner aucun responsable croate. L'interprétation de l'événement reste controversée, mais est pertinente au vu des récits sur le début de la guerre dans la région. Le 1er mai 1991, un vieil habitant serbe de Bršadin est tué par son voisin hongrois. Les médias rapportent que le meurtrier était membre du HDZ, ce qui conduit au blocage de la route D55 (en), malgré les appels de la famille de la victime à s'y opposer. Les médias serbes ont rapporté que la victime portait le tricolore serbe et a été assassinée par un Croate, tandis que la même nuit, deux policiers croates ont été pris en otage à Borovo, événement qui conduira le lendemain à la bataille de Borovo Selo et à l'implication directe de l'armée populaire yougoslave dans le conflit régional.
La bataille de Borovo Selo, le 2 mai 1991, fut l'un des premiers affrontements armés du conflit connu sous le nom de Guerre d’indépendance croate. La cause immédiate de l'affrontement est une tentative ratée de remplacer un drapeau yougoslave dans le village par un drapeau croate. La tentative non autorisée de quatre policiers croates entraîne la capture de deux d'entre eux par une milice serbe croate dans le village. Pour récupérer les captifs, les autorités croates ont déployé des policiers supplémentaires, qui sont tombés dans une embuscade. Douze policiers croates et un paramilitaire serbe sont tués dans la bataille avant que les unités de l'Armée populaire yougoslave (JNA) d'Osijek n'interviennent et ne mettent fin aux combats. Le 4 mai, une liaison fluviale sur le Danube est établie entre Borovo et le village de Vajska en Voïvodine. Entre 10 000 et 30 000 passagers de Borovo, Vera, Trpinja et Bobota auraient utilisé le service fluvial, tandis que la JNA s'en servait pour évacuer les Croates de Borovo vers la Voïvodine, quatre d'entre eux (dont une petite fille de 5 ans) ayant été tués par des unités paramilitaires.
Le 19 mai 1991, un référendum sur l'indépendance de la Croatie est organisé, tandis que les autorités locales serbes appellent à un boycott du scrutin, largement suivi par les Serbes de Croatie. Le 25 juin 1991, le jour même où la république socialiste de Croatie déclarait son retrait de la Yougoslavie, l'oblast autonome serbe de Slavonie orientale, Baranya et Syrmie occidentale est proclamé. En 1992, l'oblast rejoint la république serbe de Krajina sécessionniste. Après sa chute, la Slavonie orientale, Baranya et Syrmie occidentale reste une entité parallèle serbe pendant un bref moment. Après l'accord d'Erdut, le territoire est réintégré à la Croatie dans le cadre de la mission de maintien de la paix des Nations unies (ATNUSO). Le 22 mai 1997, la municipalité de Borovo est créée pour la quatrième fois. Elle devient l'une des municipalités fondatrices du Conseil conjoint des municipalités.

## Démographie

### Population
Structure nationale (2011)
- Serbes (89,73 %)
- Croates (6,57 %)
- Slovaques (0,46 %)
- Hongrois (0,44 %)
- Autres (2,80 %)

Selon le recensement de 2011 Borovo comptait 5 056 habitants. 89,73 % de la population de la municipalité étaient des Serbes ethniques (4 537 individus),. Le deuxième groupe ethnique le plus important était les Croates (332) et il y avait également un certain nombre de personnes déclaré comme suit : Ukrainiens (8), Slovènes (2), Slovaques (23), Ruthènes de Pannonie (10), Russes (2), Roms (12), Polonais (2), Allemands (4), Macédoniens (2), Hongrois (22), Tchèques (3), Monténégrins (11), Bosniaques (14), Albanais (5), et d'autres encore. Une centaine d'individus de la jeune génération ont quitté le village depuis la fin de la guerre à la recherche d'un emploi dans des pays tels que l'Angleterre, la Norvège, l'Australie et le Canada. Avec le problème croissant du déclin de la population dans l'est de la Croatie causé par le vieillissement de la population, les effets de la guerre d'indépendance croate et l'émigration après l'adhésion de la Croatie à l'Union européenne, la population de la municipalité a chuté à 3 555 résidents au moment du recensement de 2021.

## Langues

### Langue serbe
La langue serbe et son alphabet est la deuxième langue officielle de la municipalité de Borovo, à côté de la langue croate qui est officielle au niveau national. Le serbe et le croate sont tous deux des variétés standardisées de la langue pluricentrique serbo-croate.
Selon le statut municipal, les personnes qui sont membres de la minorité nationale serbe se voient garantir la liberté d'expression de leur appartenance nationale et la liberté d'utiliser leur langue et leur écriture en public et en privé sur l'ensemble du territoire de la municipalité de Borovo. Le statut garantit que l'alphabet cyrillique serbe sera utilisé dans la même taille de police que l'alphabet latin dans le texte des sceaux et timbres locaux, sur les plaques officielles des représentants publics, des organes exécutifs et administratifs, ainsi que sur celles des personnes morales dotées d'une autorité publique. Les conseillers municipaux ou tout autre citoyen ont le droit d'obtenir tous les documents de travail et officiels dans les deux langues pour toutes les sessions futures et passées de l'assemblée municipale, et ces documents doivent avoir la même taille de caractères dans les deux langues.
Conformément au statut de la municipalité, des panneaux bilingues de la même police sont utilisés pour les panneaux de signalisation écrits et les autres marques de signalisation écrites, les noms de rues et de places et les noms de localités et de localités géographiques sur l'ensemble du territoire de la municipalité. L'égalité d'utilisation publique de la langue serbe est requise sur la base de la Loi constitutionnelle sur les droits des minorités nationales en république de Croatie (en) et des lois nationales pertinentes, et le pays est signataire de la Charte européenne des langues régionales ou minoritaires.

### Autres langues
Bien que seuls le croate et le serbe bénéficient d'un statut officiel, d'autres langues ont été historiquement présentes et importantes dans la région, et certaines d'entre elles sont restées d'usage limité jusqu'à aujourd'hui. Avec le développement de l'industrie dans l'entre-deux-guerres, la nouvelle banlieue de Borovo Naselje a attiré de nouveaux arrivants de Tchécoslovaquie. À partir de 1941 et pendant la Seconde Guerre mondiale, le Novo Borovo, un hebdomadaire d'usine local, a publié une section en langue allemande intitulée « Kamerad. Pressedienst der Deutschen Gefolgschaft der Borovoer Batawerke ». Depuis 2020, la langue allemande est proposée en tant que cours facultatif pour les élèves de la quatrième à la huitième année dans l'école primaire locale. Le slavon d'église est occasionnellement utilisé comme langue liturgique dans l'église orthodoxe orientale de Borovo.

## Politique

### Conseil conjoint des municipalités
La municipalité de Borovo est l'une des sept municipalités à majorité serbe membres du Conseil conjoint des municipalités, une organisation intercommunale sui generis de la communauté ethnique serbe en Croatie orientale établie sur la base de l'accord d'Erdut. Comme la communauté serbe constitue la majorité de la population de la municipalité, elle est représentée par deux conseillers délégués à l'assemblée du Conseil conjoint des municipalités, ce qui double le nombre de conseillers par rapport au nombre de municipaliéts de la minorité serbe en Croatie orientale.

### Administration municipale

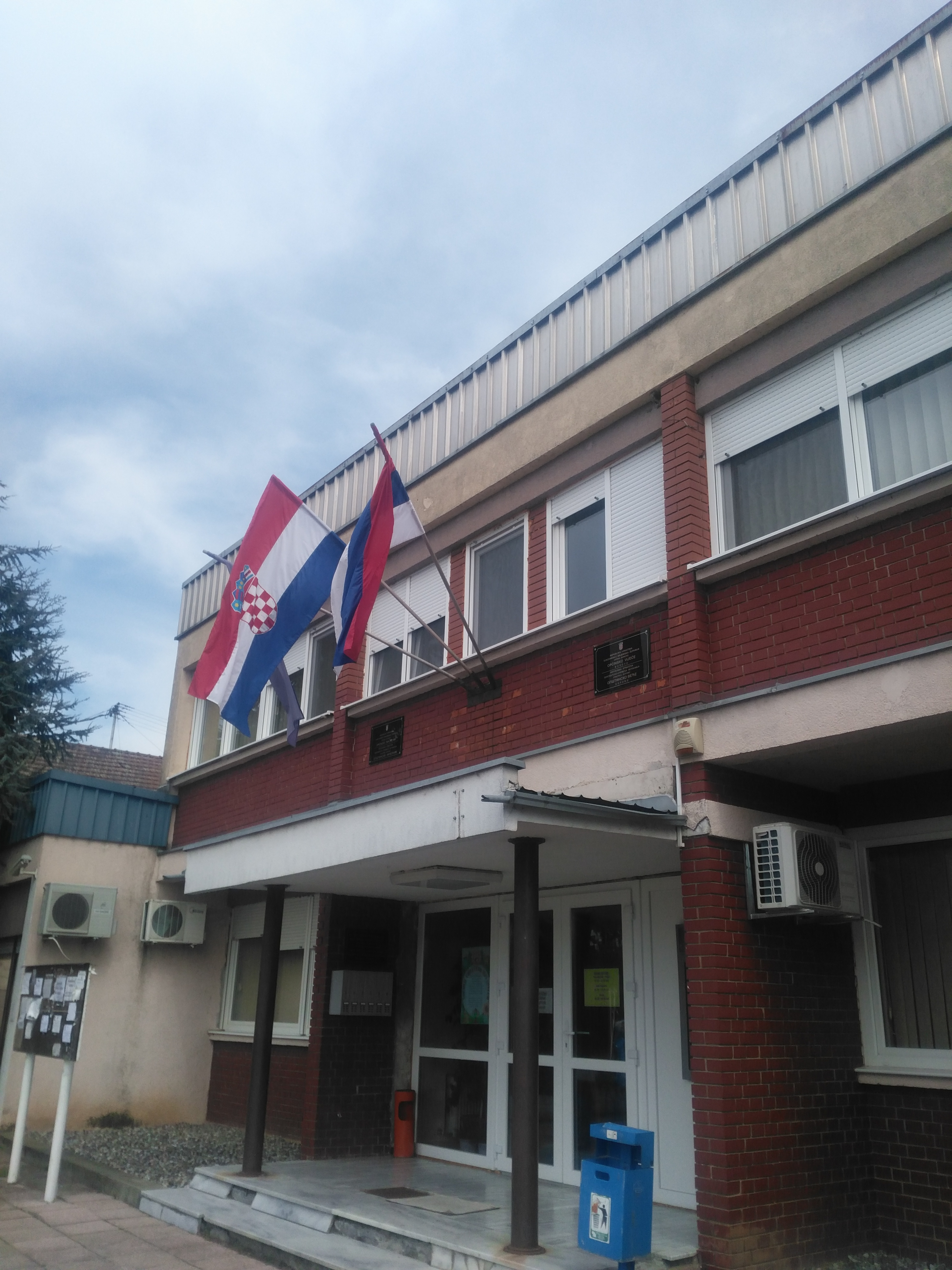
Hôtel de ville

L'assemblée municipale est composée de 15 représentants. L'assemblée est composée des membres des listes électorales ayant obtenu plus de 5 % des voix. Le parti majoritaire dans la municipalité depuis l'indépendance de la Croatie et la réintégration de la région en 1998 est le Parti serbe démocratique indépendant. 1 475, soit 36,16 %, des 4 079 électeurs ont voté aux élections locales croates de 2017, avec 93,69 % de bulletins valides. Avec 93,42 % et 1 378 voix, Zoran Baćanović du Parti serbe démocratique indépendant a été élu maire Comme un nombre proportionnel de Croates ethniques n'a pas été élu, un député supplémentaire a été nommé.
|                                                  | Parti démocratique indépendant serbe             | 1 094 | 79,16 | 13 |  |  |  |
|                                                  | Liste indépendante                               | 160   | 11,57 | 1  |  |  |  |
|                                                  | Parti du peuple serbe (en) - Nouveau Parti Serbe | 128   | 9,26  | 1  |  |  |  |
| Représentant additionnel de la communauté croate | Représentant additionnel de la communauté croate | /     | /     | 1  |  |  |  |
| Invalide/votes blancs                            | Invalide/votes blancs                            | 93    | 6,31  | —  |  |  |  |
| Total                                            | Total                                            | 1 475 | 100   | —  |  |  |  |
| Électeurs inscrits/abstention                    | Électeurs inscrits/abstention                    | 4 079 | 36,16 | —  |  |  |  |
|                                                  |                                                  |       |       |    |  |  |  |
| Source                                           |                                                  |       |       |    |  |  |  |

## Économie
Borovo est une municipalité sous-développée statistiquement classée comme Zone de préoccupation spéciale de première catégorie (en) par le gouvernement croate. La guerre d'indépendance croate et la transition du socialisme au capitalisme ont entraîné une désindustrialisation de la municipalité de Borovo. Une grande partie de la population s'est réorientée vers l'agriculture, tandis qu'une plus petite partie a créé de petites entreprises privées.

## Éducation

### École élémentaire
L'école primaire de Borovo a été ouverte en 1853. En 1936, le nouveau bâtiment est officiellement inauguré sous le nom d'École populaire d'État Alexandre Ier de Yougoslavie.
Au moment de l'ouverture du nouveau bâtiment, l'école de Borovo était la plus grande de Vukovar. Après la Seconde Guerre mondiale, le nom de l'école est modifié une nouvelle fois, cette fois en École élémentaire Božidar Maslarić. À la suite de l'accord d'Erdut, l'école a de nouveau changé de nom en 1997 et est aujourd'hui simplement connue sous le nom d'École élémentaire de Borovo. En 2006, l'école est entièrement rénovée grâce aux fonds de l'Union européenne et du gouvernement croate.

## Culture

### Points d'intérêt

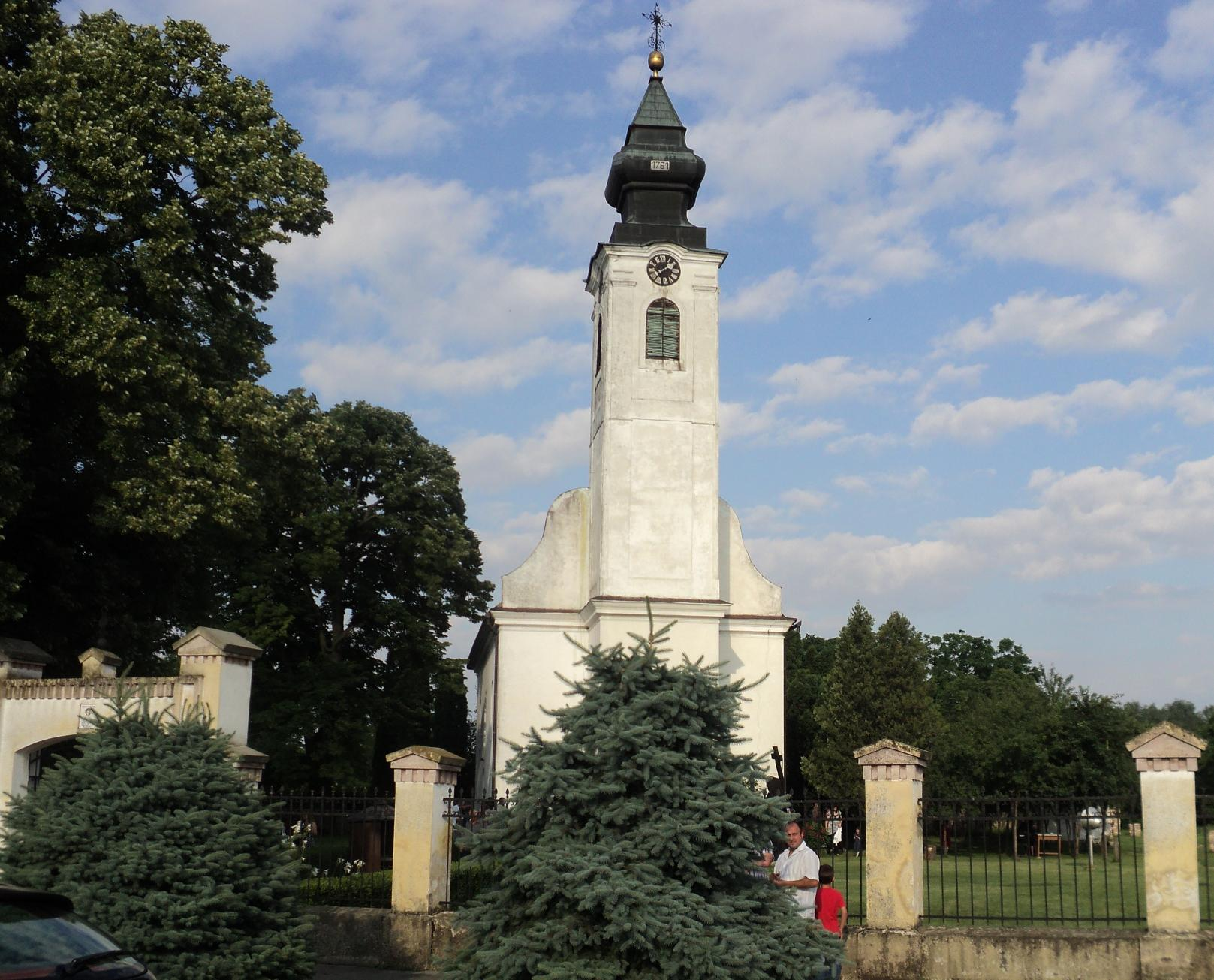
L'église orthodoxe serbe de Saint-Étienne de Borovo

L'église orthodoxe serbe de Saint-Étienne de Borovo (en) est achevée en 1764. was completed in 1764. L'église est inscrite au Registre des biens culturels de Croatie (en). L'iconostase avec 49 icônes ainsi que d'autres objets sont également inscrits au registre.

## Associations et institutions
Le service des pompiers volontaires de Borovo est l'une des plus anciennes organisations de la société civile du village, datant de 1932.
La société culturelle et artistique Branislav Nušić, créée en 1951, compte quatre sections : folklore, art, récitation théâtrale et tamburitza (en), avec environ 200 membres actifs.
L'Association contemporaine des combattants antifascistes de la guerre populaire de libération a été créée en 2000. Avec quelque 100 membres à Borovo, l'association coopère avec l'organisation nationale de l'Alliance des combattants antifascistes de Croatie. Avant 1991, les vétérans locaux de la Seconde Guerre mondiale étaient actifs au sein de l'Association des combattants de la guerre populaire de libération de la Yougoslavie.
L'Association des Serbes d'Ozren et de Posavina a été créée en 2009 et rassemble les habitants de l'après-guerre s'étant installés dans le village à partir de 1953. L'association collabore avec des organisations partenaires de Petrovo, Derventa, Bosanski Brod et d'autres localités de la république serbe de Bosnie et du reste de la Bosnie-Herzégovine.
L'association locale des retraités est une antenne de l'association des retraités de Zapadni Srem (Syrmie occidentale) basée à Vukovar, comprenant 320 membres. L'association Plavi Dunav (Danube bleu), créée en 2007, se concentre sur la préservation de la nature, des traditions, des coutumes, et le développement du tourisme local, tandis que l'association des Apiculteurs « Milena », créée en 1998, rassemble 40 membres qui possèdent collectivement environ 450 ruches.
L'une des trois stations de radio serbes de la région, Radio Borovo (en), a été créée en 1991 et a été officiellement enregistrée conformément aux lois croates après la fin de la guerre et la mission de l'ATNUSO dans la région.

## Sport
Le Fudbalski klub Sloga est un club de football créé en 1926. Cete année-là, un groupe de marins d'un bateau tchèque naviguant sur le Danube lance le premier ballon dans le village et le premier match de football est disputé par les marins contre un groupe d'habitants. Le club est créé peu après. En 1947, le match contre Špart, de Beli Manastir, se déroule le jour de la fête annuelle et de la foire. Au cours de l'été 1950, Sloga est invité par le FK Partizan. Le Partizan remporte le match sur le score de 10-0. Lors du match retour au Stade du Partizan, le résultat est de 3-1 pour le Partizan. Deux ans après le Partizan, l'Étoile rouge de Belgrade est invitée par Sloga. Sloga perd le match sur le score de 8-1. Jovica Sremac Punoš était un joueur du club qui évoluait en première division serbe lors de la saison 1939-1940, juste avant la Seconde Guerre mondiale. Nikola Perlić a joué à Sloga. En 2016, le 90e anniversaire du club est organisé en invitant le FK Vojvodina pour un match amical. Le consul général de Serbie à Vukovar Nataša Kelezić, Milorad Pupovac (en), Mile Horvat, Vojislav Stanimirović et Dragan Crnogorac (en) ont assisté au match, remporté 6-0 par Vojvodina. En 2016, le club jouait en deuxième division du comitat de Vukovar-Syrmie et en ligue de football des vétérans du Conseil conjoint des municipalités.

## Natifs et résidents notables
- Ratomir Dujković
- Nikola Perlić

## Jumelages
- Medina, Hongrie[27]
- Petrovo, Bosnie-Herzégovine[28]
- Šamac, Bosnie-Herzégovine[27]
- Žitište, Serbie[27]
- Teslić, Bosnie-Herzégovine[27]

### Autres formes de coopération
- Negoslavci, Croatie[29]
- Temerin, Serbie[29]
- Titel, Serbie[29]
- Žabalj, Serbie[29]